# Vojens flygplats
Vojens flygplats (även: Skrydstrup Airport) är en flygplats i Danmark.   Den ligger i Haderslev Kommune och Region Syddanmark, i den sydvästra delen av landet. Vojens flygplats ligger 42 meter över havet.